# レーティッシュ鉄道の食堂車
レーティッシュ鉄道の食堂車(れーてっしゅてつどうのしょくどうしゃ)では、スイスのレーティッシュ鉄道が所有・運用している食堂車について記述する。　

## 概要
レーティッシュ鉄道では開業時より観光客の輸送にも力を入れており、サロン車などによる列車も運行していたが、1920年代後半からはさらなるサービスアップの一環として食堂車を導入している。レーティッシュ鉄道の食堂車は氷河急行などの特別列車だけでなく、通常の定期列車に組み込まれたりチャーター列車として運転され続けてきており、現在でも氷河急行および季節に応じてアルブラ線およびシュクオール・タラスプ方面の定期列車に食堂車が組み込まれ、昼食だけでなく、朝食や夕食の時間帯にも運行されており、車種としても1920年代製の食堂車を始め、氷河急行用のパノラマ車編成用のものやバータイプのビール等を主に提供するものなど多岐にわたっている。

## 旧形食堂車

### WR 3810-3812形

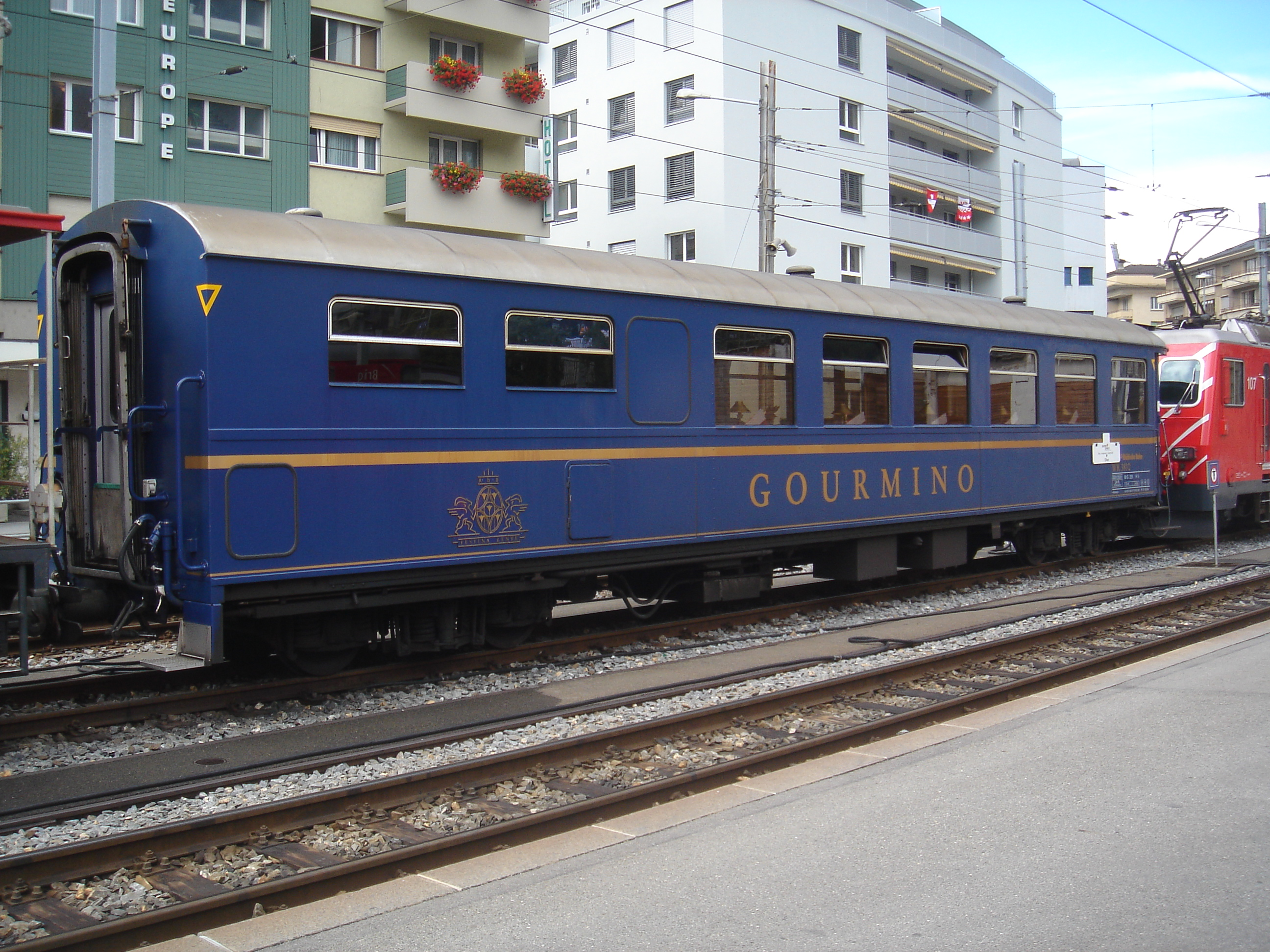
WR 3810号車、手前のキッチン側のデッキが撤去された現在の姿、ブリーク駅

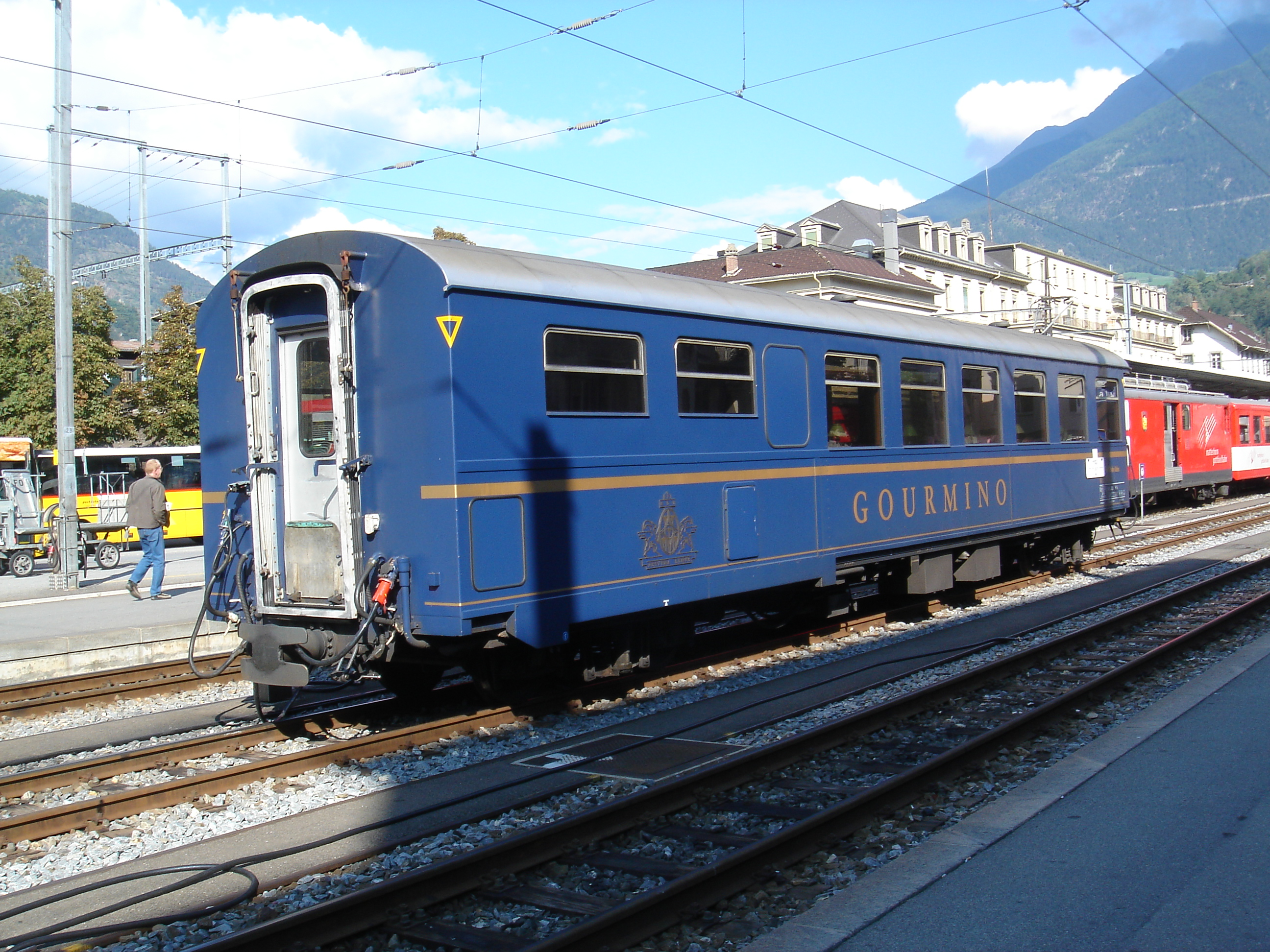
WR 3811号車、手前がキッチン側、ブリーク駅

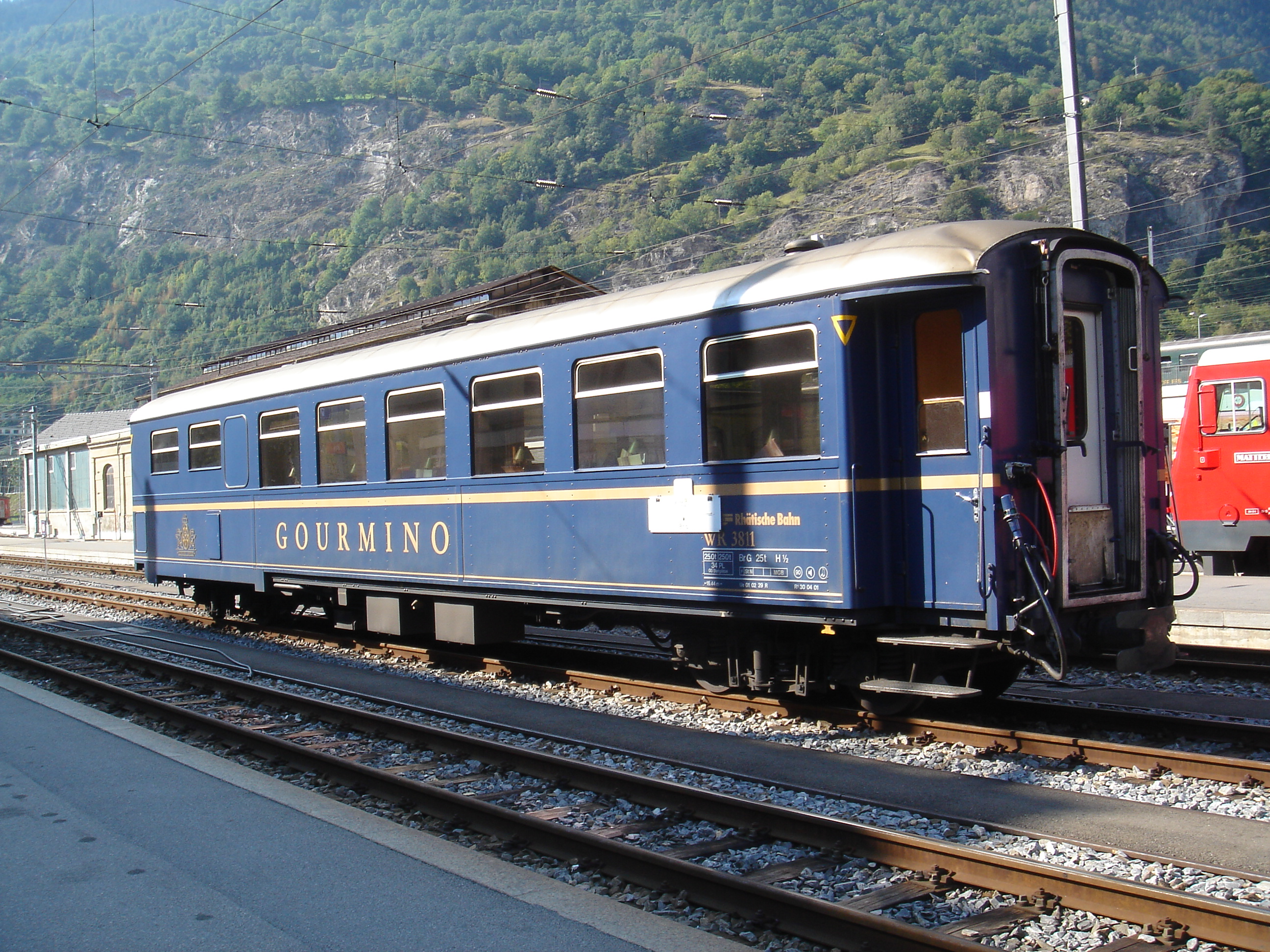
WR 3811号車、手前がレストラン側、ブリーク駅

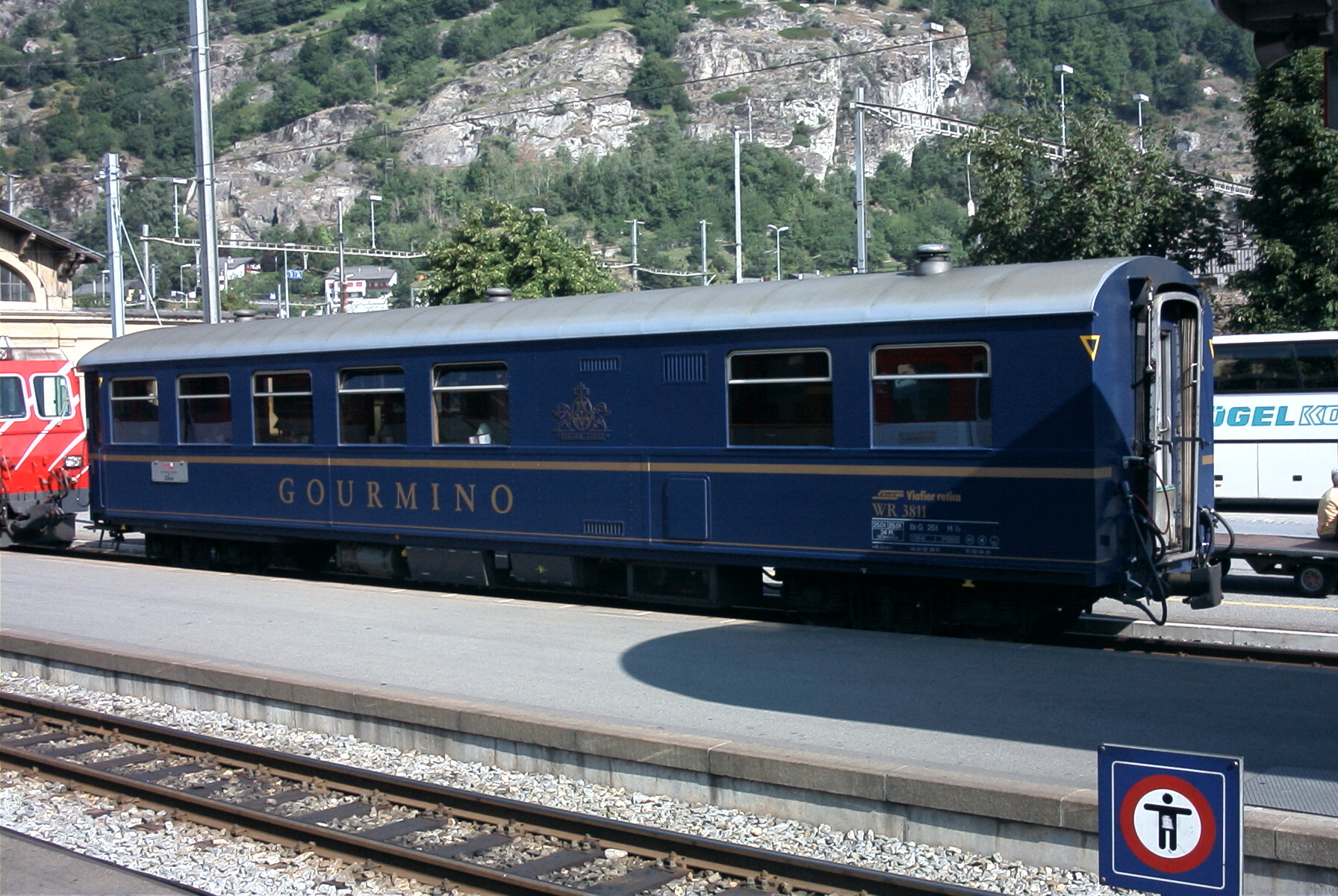
WR 3811号車、上写真の反対サイド、ブリーク駅

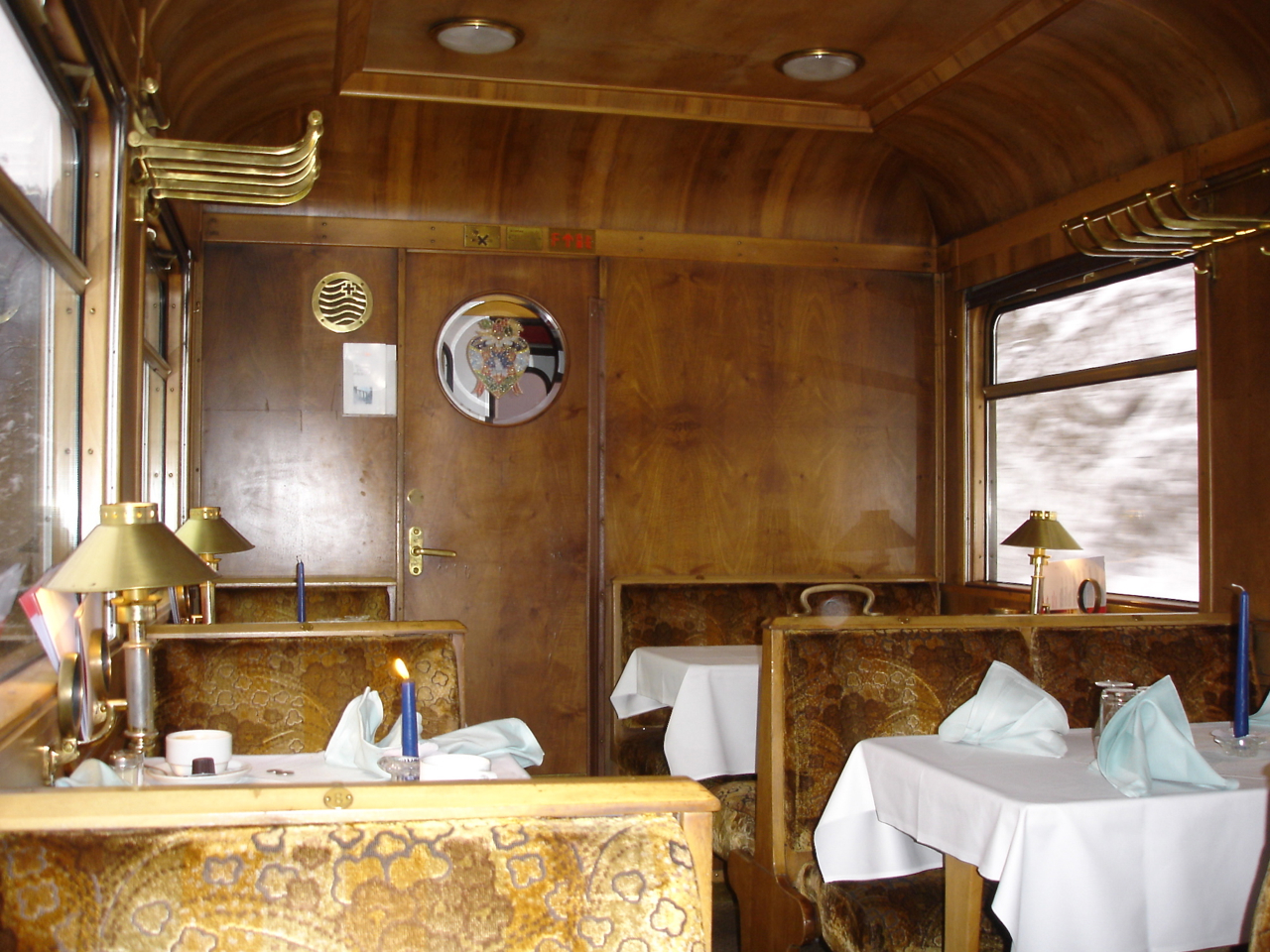
WR 3810号車の室内、2009年

#### Dr4ü10-12形
- ドイツの鉄道寝台及び供食サービス提供事業者であるMITOROPA[1]が1928年のベルニナ鉄道に引続き、1929年にレーティッシュ鉄道での食堂車サービスを開始するに当たり製造した食堂車が後にWR 3810-3812形となる本形式であり、1929年に当時の形式でDr4ü 10および11号車、1930年にDr4ü 12号車の計3両がSWS[2]で製造されている。
- 1929年8月1日より運用が開始され、1930年6月25日から運行が開始された氷河急行[3]やクール-サンモリッツ間のエンガディン急行で使用され、サロン車であるAs4ü 61IIIとともに使用されることも多く、その場合は自車だけでなくサロン車への供食も行われていた。その後1949年には後述のB4ü 161-162形とともに5両計112,000スイス・フランでMITOROPAからレーティッシュ鉄道へ売却されており、レストランの運営もSSG[4]へ変更されている。
- 車体はレーティッシュ鉄道でも1928年から採用されていた半鋼製で車体長15500 mmとなっており、前後端にデッキと出入口を持ち、その間の前位側約2/3が長さ4800 mmずつの2室に仕切られたダイニングであり、後位側約1/3が片側を通路とした調理スペースで、前位側から長さ1790 mmの配膳室と長さ1960 mmのキッチンに分けられている。
- 車体の側面は窓下に型帯が入る一部リベット止めのもので窓はダイニングのものが幅1200 mm、高さ900 mmの下降窓、調理スペースは幅600 mm、高さ900 mmの上段下降式の2段窓となっている。車体端のデッキ部分は車体幅が幅2600 mmから1950 mmに狭められ、幅850 mmの外開式扉の下部には2段のステップが設けられているが、調理室側の片側の扉はキッチンへの食材等の搬入用となっている。また、屋根は車体端部を絞った形状の丸屋根で、小形のベンチレーターが設置されている。
- 2室のダイニングは2+1列の3人掛け、シートピッチ1630 mmの固定式クロスシートで各室4人掛×3テーブルと2人掛×3テーブルずつの配置となっており、ダイニング間の仕切壁は開戸および窓付、ダイニングの車端側の仕切壁は円形の窓のついた開戸付で、内装は壁面と天井が木製ニス塗、床が絨毯敷となっている。また、座席は木製ニス塗で革張のもの、テーブルも同じく木製ニス塗で2人掛け部が幅1145 mm、1人掛け部が幅605 mmのものにテーブルクロスを掛け、テーブルランプを設置して使用するものであり、その他、天井に各室6箇所ずつ埋込まれた室内灯具、テーブル横の壁面のボトル転倒防止用のリング、側窓下部約200mmに掛ける料理用日除カーテンの金具、側面窓間の上部の小形の荷棚やコート掛など小物品は黄銅製のものが設置されている。
- 配膳室には配膳用テーブルのほか、銀食器、陶器の食器、ワインの各収納棚および冷蔵棚が設置されているほか、配膳室脇の通路にはビュッフェとテーブルが設置されている。
- キッチンにはシンク、調理台、食品庫が設置されているほか、調理器具はすべて暖房用引通線の電力を使用する電気機器で全てBBC[5]製のシステムで電化されており、4.0 kWの電熱プレート3台、2.5 kWの電気オーブン2台、1.35 kWの電熱保温プレート1台、1.7 kWで容量50 lのボイラーを搭載し、床下にAC285 V 16 2/3 Hz[6]をAC230Vおよび198Vと、同じく床下に搭載された蓄電池の充電用の36Vに変換する変圧器を搭載している。なお、水タンクは屋根裏に容量230lのものを搭載している。
- 台車はSWS製で鋼材組立のスイングハンガー式で、軸距1700 mm、軸ばねはコイルばねと重ね板ばねの組合せ、枕ばねは重ね板ばねとなっており、車輪は車輪径750mmの松葉スポーク車輪である。また、後位側の台車には車軸発電機が設置されている。なお、ブレーキ装置は真空ブレーキと手ブレーキを装備しており、台車にはラック区間乗入時用のブレーキ用ピニオンを設置している。
- 車体塗装はMITOROPAの標準塗装である濃赤色をベースに側面窓の下部および上部、車体裾部に黄色の細帯が入るもので、側面下部の中央には「MITOROPA」の、左右には「SPEISEWAGEN」のレタリングが入るもので、車番は前後それぞれの乗降扉横の車体裾部に入れられていた。なお、台車および床下機器はグレー、屋根はライトグレーである。
- レーティッシュ鉄道の所属となった後も「MITROPA」のレタリングを撤去した状態で運用されていたが、その後側面窓上部の細帯が無くなるとともに下部の細帯が若干太いものとなった。また、側面下部の中央のレタリングが「RhB」となり、左側に「SPEISEWAGEN」、右側に「WAGON-RESTAURANT」と入るようになっている。

#### Dr4ü3810-3812形→WR 3810-3812形
- Dr4ü 10-12形は1956年の称号改正によってDr4ü 3810-3812形となり、その後WR 3810-3812形となったが、その間も引き続き氷河急行やサロン車などによる特別列車などに使用されたほか、一般の一部の列車でも食堂車として使用されている。なお、90年代後半より食堂車の運営がSSGからクールに本社を置くGourmino[7]に変更となり、食堂車の車体塗装も新しい青色ベースのものに変更されているほか、その後As1141-1144形[8]サロン車が1998年、99年に再整備されてALPINE CLASSIC PULLMAN EXPRESS（ACPE）として運行する際の食堂車としても使用することとなり、濃青色ベースの車体塗装に再度変更されている。
- 3810号車は1968年、3811号車は1970年に台車の交換が実施されて新しいSWS製の枕ばねがコイルばね+オイルダンパ、軸箱支持方式は円筒案内式でブレーキシリンダが台車取付のものとなり、ブレーキ用ピニオンの設置は省略されたが、最高速度が55km/hから75km/hに引き上げられている。なお、本形式の最高速度はその後1984年以降80km/hに、現在では90km/hとなっている。
- 3812号車は1972年から73年にかけて同様の台車交換に併せてキッチンの近代化工事を実施しており、キッチンには電子レンジが設置されたほか、床下にその電源用に16 2/3Hzから50Hzへの周波数変換装置を搭載している。また、調理スペース部の側面窓が拡大されてダイニング部のものと同一幅のものに変更となったが、キッチン側のものは天地寸法が若干小さいものとなっている。
- その後3810号車は1982年、3811号車は1983年に更新改造と内装の原形への改造が実施され、それぞれ1982年12月20日と1983年6月8日に運行を再開している。
- 内装が木材を使用した原形とほぼ同一のものに復元され、荷棚などの金具類も黄銅色のものとなっているが、座席は革張ではなく布張となっている。また、側面窓は上部約1/4が内開式、下部が固定式のものに変更されているほか、ダイニングの最もキッチン側の2人掛けのテーブルが撤去されて側面窓も埋められて座席定員が36名から34名に減少している。
- 調理スペースは近代化が行われて3812号車と同様側面窓がダイニング部と同じ幅のものとなり、キッチン側は天地寸法が小さい上部内開、下部固定式のものになっている。また、後位側のデッキが廃止されて車端部は切妻式となり、屋根の端部も絞りのないものになっている。
- 3812号車も1996年に同様の更新改造と内装の原形への改造、側面窓の上部内開、下部固定式への改造が実施されているが、デッキが撤去された後位側の屋根端部はほぼ原形のままの絞られた形状となっている。
- 車体塗装は従来からの濃赤色ベースのものであったが、後にベースが他の客車と同じ赤となって側面窓下に銀の細帯が入り、側面下部の中央に「RESTAURANT」、左側に「RhB」のレタリングが施されたものとなった。また、1996年に更新改造を受けた3812号車と3810号車の車体塗装が新しくレストランを運営することになったGOURMINOのものに変更され、濃紫色をベースに側面窓の上部と下部に金色の細帯が入り、側面下部中央に大きく金色で「GOURMINO」のレタリングが、キッチン部に料理を運ぶシェフのデザインのマークとその下に金色で「GRAUBUNDEN」のレタリングが、前位側乗降扉横に赤でレーティッシュ鉄道のマークとロゴが、その下に白で車番が入れられるものとなっている。
- 2000年頃にはACPEに使用するために車体塗装もこれに合わせて変更されている。車体はACPEに使用されているものと同じ濃青色をベースに側面窓下と車体裾部に金色の細帯が入るものとなり、側面下部の中央に大きく金色で「GOURMINO」のレタリングが、前位側乗降扉横には金色でレーティッシュ鉄道のマークとロゴおよび車番が、キッチン部にはアルプスアイベックス[9]と"RhB"、"FESTINA LENTE[10]"をデザインしたACPEおよびレーティッシュ鉄道の鉄道車両保存団体であるVerein Pro Salonwagen RhB[11]の紋章が入れられている。

### WR 3813^{I}-3814形、Xü 31形

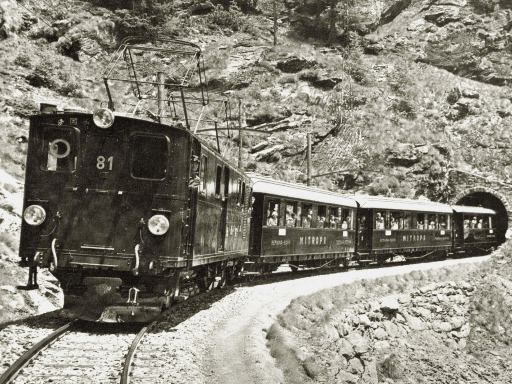
機関車の次位にB^{4ü} 161-162形食堂車2両を連結したベルニナ鉄道の列車、1928年

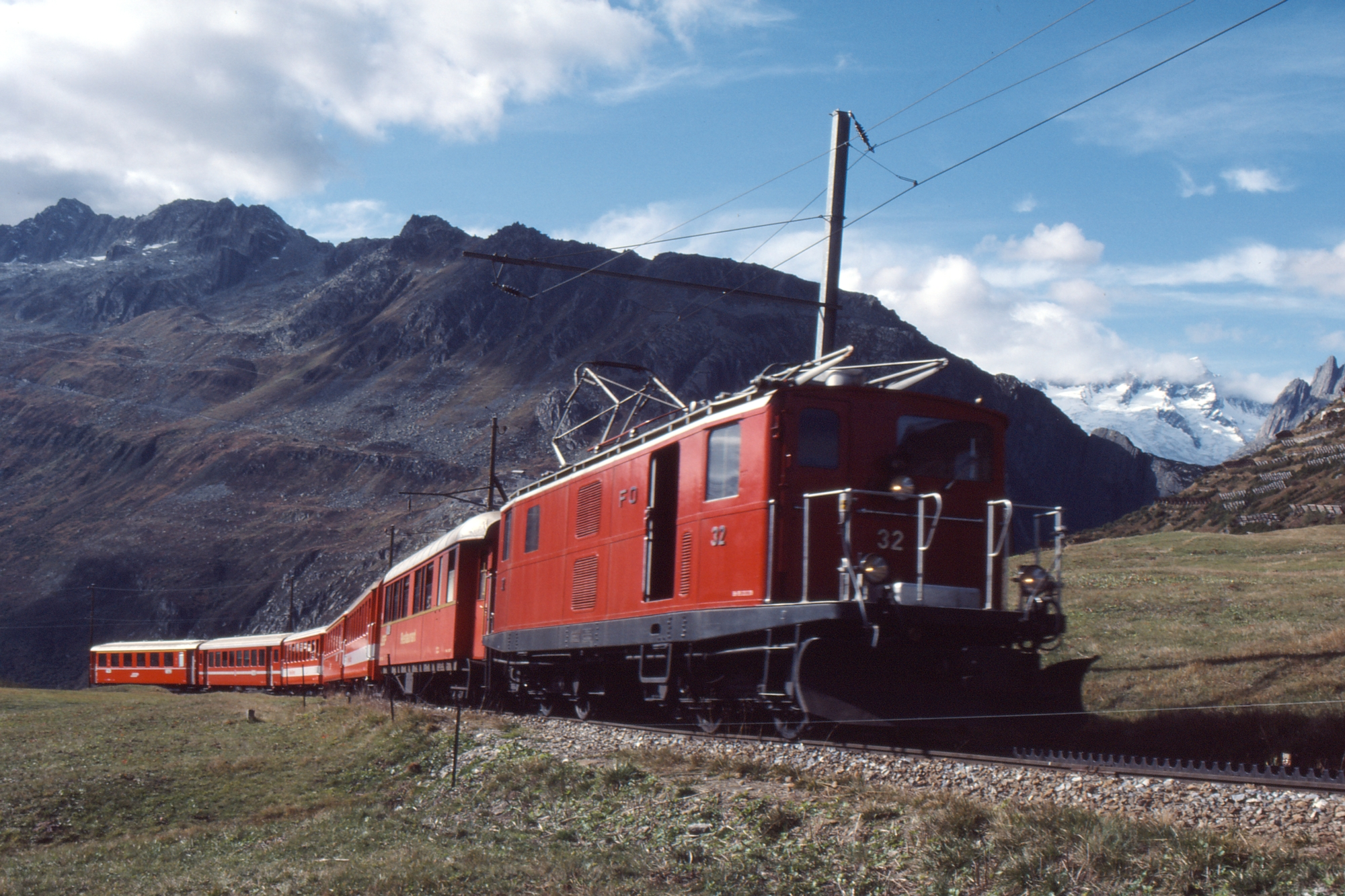
機関車の次位にWR 3813^{I}-3814形食堂車を連結したフルカ・オーバーアルプ鉄道線内の氷河急行、1983年

### WR 3813I-3814形、Xü 31形

#### B4ü161-162形
- MITOROPAが1928年にベルニナ鉄道での食堂車サービスを開始するに当たり製造した食堂車が後にWR 3813I-3814形となる本形式であり、後にWR 3810-3812形となったDr4ü 10-12形とは異なり当初は調理スペースを持たなかったため2等車扱いとなっており、1928年に当時の形式でB4ü 161および162号車として2両がSWSで製造されている。キッチンは専用の車両としてXü 31形が同じ1928年に用意されている。
- 1928年冬よりベルニナ鉄道で使用されたが、調理車であるXü 31形は通関の関係でスイスとイタリアの国境のスイス側のカンポコローニョ駅で切り離され、イタリア国内には乗り入れなかった。その後1943年ベルニナ鉄道はレーティッシュ鉄道に統合されたが、世界恐慌の影響で1944年からは本線系統の運行で使用され、さらに1949年にはDr4ü 10-12形と同様にMITOROPAからレーティッシュ鉄道へ売却されており、同様にレストランの運営もSSGへ変更されている。
- 車体はDr4ü 10-12形とは異なり、半鋼製ではなく、鋼製でトラス棒付の台枠に木製の骨組、屋根、内装に鋼製の外板の構成となっているが、これは急勾配のベルニナ鉄道での牽引定数の制限からなるべく軽量化を図るために採用されたもので、当時のBCe4 1-14形およびBCFe4 21-23形電車[12]など多くの車両で採用されていたものである。車体長は14320mmで前後端にデッキと出入口を持ち、そのうち前位側にはトイレが設置され、デッキ間が長さ5850mmずつの2室に仕切られたダイニングとなっている。
- 車体の側面は窓下や窓枠、車体裾部に型帯が入る木ねじ止めのもので、窓は各室幅1180mm3箇所と610mm2箇所ずつの下降窓を交互に配置し、この間の間柱を幅80mmと細いものとし、窓高さを915mmとして眺望を確保している。車体端のデッキ部分は車体幅が幅2470mmから1600mmに狭められ、幅750mmの外開式扉の下部には2段のステップが設けられている。また、屋根は車体端部を絞った形状の丸屋根で、小形のベンチレータが設置されている。
- 2室のダイニングは2+1列の3人掛け、シートピッチ1950mmで各室4人掛×3テーブルと2人掛×3テーブルずつの配置となっており、座席は2列のうちの外側と1列のものは固定式クロスシート、2列のうちの内側の座席は独立した1人掛けのものが置かれている。ダイニング間の仕切壁は開戸および窓付、ダイニングの車端側の仕切壁は窓のついた開戸付で、内装は壁面と天井が木製ニス塗、床が絨毯敷となっている。また、座席は木製ニス塗で革張のもの、テーブルも同じく木製ニス塗で2人掛け部が幅1140mm、1人掛け部が幅590mmで奥行きが620mmのものにテーブルクロスを掛け、テーブルランプを設置して使用するものであり、その他、天井に各室8箇所ずつ埋込まれた室内灯具、テーブル横の壁面のボトル転倒防止用のリング、側窓下部約200mmに掛ける料理用日除カーテンの金具、側面窓間の上部の小形の荷棚やコート掛など小物品は黄銅製のものが設置されている。
- 1944年に本線系統で使用されることになったことに伴い、暖房用引通しのDC750VからAC285Vへの変更と、車内へのキッチンに設置を行うこととなり、MITOROPAのベルリン工場にて改造工事が実施された。改造は前位側のダイニングの1ボックス分とトイレ部分をキッチンへ改造するもので、長さ1570mmの調理室と1250mmで通路を兼ねた配膳室が設置され、側面窓は幅500mmの狭いものに変更されている。調理室には電熱プレート3台、冷蔵棚、シンク、調理台が、配膳室には配膳台、冷蔵棚、棚が設置されるほか、調理室横の通路部にリネンおよび清掃用具の収納棚が設置されている。
- 台車はSWS製で鋼材組立の枕ばねの無いもので、軸距1800mm、軸ばねはコイルばねと重ね板ばねの組合せとなっており、車輪は車輪径750mmの松葉スポーク車輪である。
- 車体塗装はMITOROPAの標準塗装である濃赤色をベースに側面の上半部と下半部に黄色で縁取りの細帯が入るもので、側面下部の中央には「MITOROPA」の、左右には「FERROVIA-BERNINA」および「BERNINA-BAHN」のレタリングが入るもので、側面上部中央にMITOROPAの紋章が、車番は車体中央下部の台枠部に入れられていた。なお、台車および床下機器はグレー、屋根はライトグレーである。
- レーティッシュ鉄道の所属となった後も同様の濃赤色ベースの塗装であったが、側面窓下と車体裾部に黄色の細帯が入り、側面下部の中央のレタリングが「RhB」となり、左側が「WAGON-RESTAURANT」に、右側が「SPEISEWAGEN」となっている。

#### Xü 31形
- Xü 31形はキッチンを持たないB4ü 161-162形への供食するための調理車として1928年に1908年SIG製の木製車体2軸有蓋車であるK 201-208形の207号車を改造したものである。
- K 201-208形はベルニナ鉄道開業時に用意された全長6300mm、軸距3000mmの小形の有蓋車で、車体は木製で隅部等を鋼材で補強した、片車端にオープンデッキをもつ形態のものであった。また、台枠は鋼材組立式で軸箱支持方式は一段リンク式、車輪は松葉スポーク式となっている。
- Xü 31形への改造に際して車体は一端に密閉式のデッキを持つ車体長5400mm、幅2470mmのものとなり、その中央部3350mmがキッチン、反デッキ側が幅600mmの倉庫となり、車端には貫通幌を持つ貫通路が設置されている。車体側面には下落とし式の窓とルーバー付窓が片側それぞれ一箇所ずつ設置され、屋根上には水雷形のベンチレーターが4箇所設置されている。
- 車体塗装はMITOROPAの標準塗装である濃赤色をベースに車体側面上部に黄色の細帯が入るもので、側面下部の中央には車番が入れられていた。なお、台車および床下機器はグレー、屋根はライトグレーである。
- その後本形式は1940年まで使用されたが、その後はポスキアーヴォ工場で屋根上に集電装置、車体内に1時間定格出力286kWの電動機、片側の車端にロータリー式の除雪装置を装備したロータリー式除雪車Xe 1003形に改造され、その後1943年にはレーティッシュ鉄道R 15形、1950年にはXe 15形、1954年からはXrote 9215形となって1983年まで使用されている。

#### Dr4ü13-14→WR 3813I-3814形
- 1949年にレーティッシュ鉄道に売却されたB4ü 161-162形は同時にDr4ü 13-14形に形式変更となり、1956年の称号改正によってWR 3813I-3814形となり、引続き氷河急行やサロン車などによる特別列車などに使用されたほか、一般の一部の列車でも食堂車として使用されているが、座席定員が少ないこともあり氷河急行などでは2両連結で使用されること多かった。
- その後何度か台車を交換しながら使用されており、1949年には鋼材組立式で枕ばねは重ね板ばね、軸ばねがコイルばねで円筒案内式軸箱支持方式のものに交換されている。その後1969年にはFFA製のものに交換しているが、この台車は枕ばね、軸ばねともにコイルばねで軸梁式の軸箱支持方式でブレーキシリンダが台車取付となったものであり、前位側の台車にはラック区間用のブレーキ用ピニオンが設置されており、軸距はブレーキピニオン無しのものが1800mm、ブレーキピニオン付のものが1950mmであった。なお、WR 3814号車は1983年に台車中心間距離を8750mmから9650mmに延長しているほか、WR 3816-3817形用の新形台車の試験なども本形式で行われている。
- 新しいWR 3816-3817形の製造によって1987年には運用を外れてラントクアルト工場に留置されていたが、1990年にはフルカ・オーバーアルプ鉄道[13]の廃止になった旧フルカ峠区間を復活させた保存鉄道であるフルカ山岳蒸気鉄道[14]で使用されるために譲渡されたが、実際には運用には入らず留置されたままであった。

#### WR-S 3814形
- レーティッシュ鉄道では1990年代後半の利用客増に伴う食堂車不足を補うためにフルカ山岳蒸気鉄道で使用されずに留置されていた旧WR 3813I-3814形を再度買い戻し、まずWR 3814号車をラントクアルト工場で整備および改造を行い、WR-S 3814形として2000年から運用に戻している。なお、キッチンを撤去しているためWR 3810-3812号車と2両1組で運用され、ACPEにも使用されている。また、WR 3813I号車は引続きラントクアルト工場に留置されたままとなり、代替として旧型の鋼製客車を改造したWR 3813II形が用意された。その後、Verein Pro Salonwagen RhBの資金調達により車内にソファ、バーカウンター、ピアノを設置したWR-S 3820形ピアノバー車として復活させる計画もあったが、結局2010年3月に解体されている。
- WR-S 3814形として整備するにあたって原形に近い形態に復すこととなり、キッチンを撤去してダイニングおよびトイレとしており、形式種別が食堂車兼サロン車を表す"WR-S"に変更されている。また、車体および内装も全面的に再整備されており、ビニールクロス貼であった座席も布貼りに戻されている。
- 床下機器は新しいものに更新されているほか、台車がEW IV系に使用されているSIG[15]製の100km/h対応台車であるSIG 90タイプの試作台車に交換されている。この台車は軸距1800mmの鋼板溶接組立式で枕ばね、軸ばねともにコイルばね、軸梁式の軸箱支持方式のものである。
- 車体塗装はWR 3810-3812形のACPEと同一の濃青色をベースに側面窓下と車体裾部に金色の細帯が入るものとなり、側面下部の中央に大きく金色で「GOURMINO」のレタリングが、前位側乗降扉横には金色でレーティッシュ鉄道のマークとロゴおよび車番が、前位側のデッキ横部にはACPEの紋章が入れられている。

## 新形食堂車

### WR 3815形

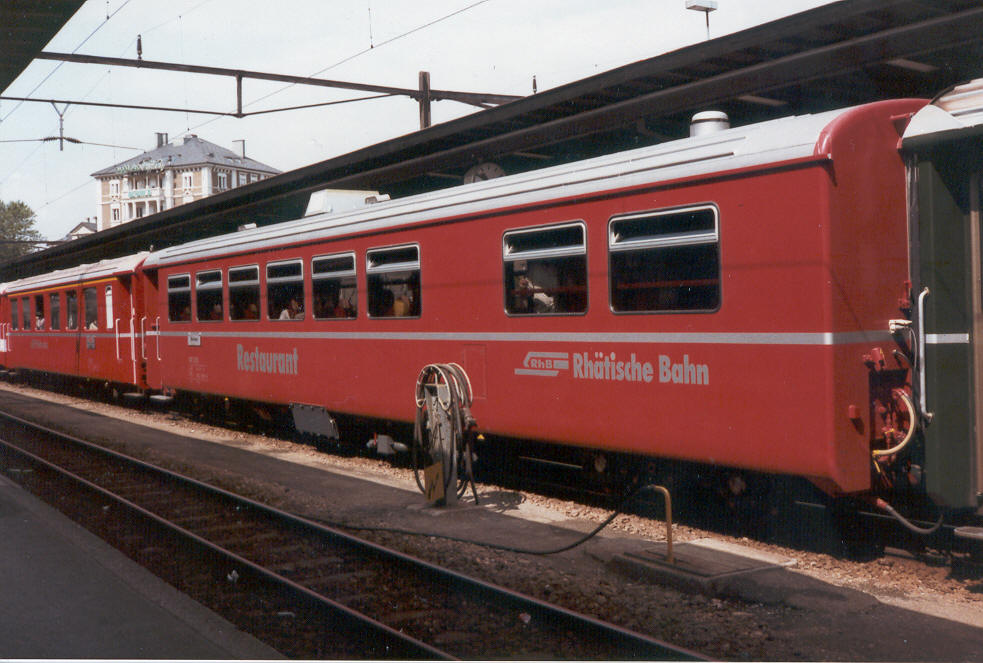
WR 3815号車、赤塗装、氷河急行の運用でクール駅に停車中

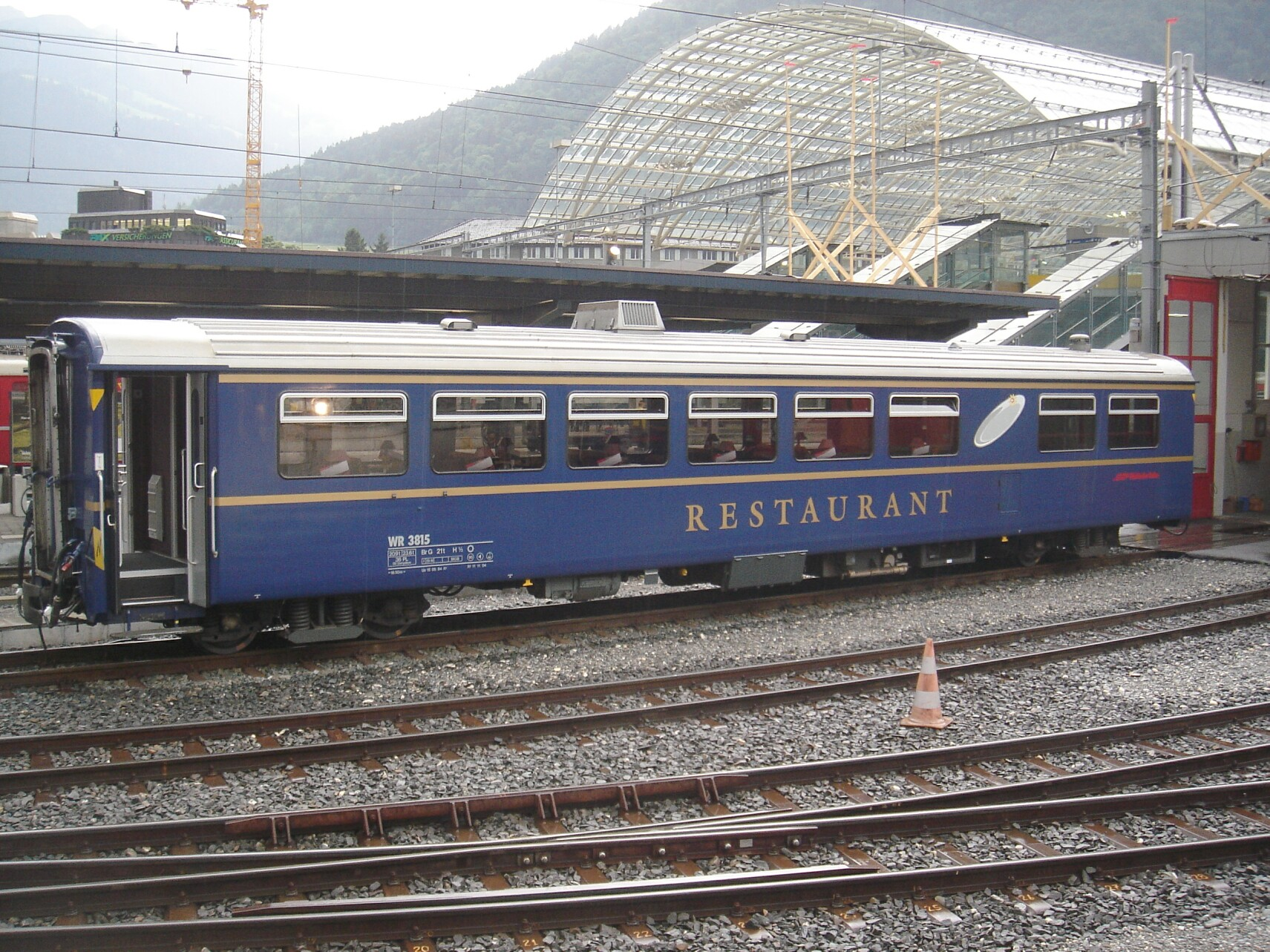
WR 3815号車、青塗装

- 1982年のフルカベーストンネルの開通によりそれまで夏期のみの運転であった氷河急行が通年運行[16]になり、1985年のダイヤ改正からはシーズン中には3往復が運転されるようになったために1984年に氷河急行用に製造された食堂車である。本形式は、1977年より製造されていたFFA製の狭軌用標準型客車であるEW II系[17]客車のうちの一形式であり、構造はEW II系に準拠しており、主要寸法も同一の全長18500mm、台車中心間距離12830mmとなっているが、一般の客車の製造が1983年からEW III系に移行していたために屋根車端部の構造や内装の一部などはEW III系と同じものとなっている。
- 車体は押出し型材を使用したアルミ製で、側面窓は通常のEW II系の下降窓とは異なる天地寸法が若干小さい上部約1/4が内開式、下部が固定式のものとなっている。乗降扉は有効幅720mmの2枚観音開き扉が後位側デッキにのみ設置されており、ホームからはステップ2段を介して乗車するものである。また、ダイニング部の屋根上には強制換気装置が1基設置されている。
- 室内は車体の1/3を調理スペース、残りをガラス壁で2室に仕切られたダイニングとして2+1の座席配置で各室4人掛×3テーブルと2人掛×3テーブルずつを設置している。ダイニングの内装は側壁面を濃赤茶色、妻壁面をニス塗木貼り、天井は白、床はワインレッドの絨毯敷となっている。また、座席は木製ニス塗でワインレッド系ストライプ柄の布張のもの、テーブルも同じく木製ニス塗で白のテーブルクロスを掛け、テーブル横の壁面にテーブルランプと木製のボトル転倒防止用のリングを設置したもの、側面窓は窓枠が黒でワインレッド系の横引カーテン付、荷棚は側面壁と同系色となっている。
- 製造当初の塗装は赤をベースにで側面窓下の帯が銀、調理室部の帯下に新しいレーティッシュ鉄道のロゴが入る標準的なEW II系客車のものをベースにダイニング部窓下に"Restaurant"のレタリングが入るものであった。その後2004年にACPE塗装と同様の青をベースとした塗装に変更されており、側面窓の上下に金色の細帯が、側面の下部中央に"RESTAURANT"のレタリングが、帯下車体右側にレーティッシュ鉄道の赤のロゴが入るものとなっている。
- 台車は通常のEW II系で使用されるSWP製のSWP 74ではなく、重量増に対応したFFA製のLDG 80となっており、軸箱支持方式は軸梁式、枕ばね、軸ばね共にコイルばねで枕ばねにはオイルダンパを併設している。また、前位側の台車にブレーキ用ピニオンが装備されており、軸距はブレーキ用ピニオン無しのものが1800mm、付きのものが2000mmとなっている。
- その後製造された2両固定編成の食堂車WR 3816-3817形とともに氷河急行の食堂車として使用されていたが、2006年以降主要な氷河急行にはGEX2006が使用されるようになったため、氷河急行の増結用、一部のレギオエクスプレス[18]および臨時列車の食堂車として使用されている。

### WR 3816-3817形
- 1980年代の氷河急行の輸送量増加に伴い、食堂車のうち座席数の少ないWR 3813I-3814形はWR 3813I号車とWR 3814号車の2両連結で運用されることも多くあったが、老朽化が進んでいたためこれを代替することとなり、1987年に2両固定編成の大型食堂車として製造されたのが本形式であり、前位側でダイニングのみのWR 3817号車と後位側でダイニングと調理室付のWR 3816号車で編成を組んでおり、全長34m、ダイニング60席は製造時ヨーロッパ最大の食堂車であった。
- 車体は押出し型材を使用したアルミ製で、1986-88年よりFFAで製造されたバス車体の製造技術を採入れてコストダウンを図ったモジュール構造のB 2261-2271II形およびB2272-2273形、B 2417-2420形をベースとしたものであり、上部約1/4が内開式、下部固定式の側窓周りの外板にわずかな段差がある形態が特徴となっている。主要寸法は全長はWR 3815形より若干短い全長17000mm、台車中心間距離11860mmであり、前位側からWR 3817号車のデッキと乗降口、2+1の座席配置で4人掛×6テーブルと2人掛×6テーブルのダイニング、乗降口無のデッキ、機器室と通路、WR 3816号車の乗降口無のデッキ、2+1の座席配置で4人掛×4テーブルと2人掛×4テーブルのダイニング、調理スペースと通路の配置となっており、WR 3816号車には乗降口が無く、代わりに後位側車端部は入換時用のステップと手ブレーキハンドルが設置されている。また、2両固定編成での使用が前提であるため編成中間の連結器は半永久連結器で、貫通路および幌は広幅のものとなっているが、編成両端はレーティッシュ鉄道標準のねじ式連結器で、緩衝器（バッファ）が中央、フック・リングがその左右にあるタイプで貫通路及び幌も通常のものとなっている。また、ダイニング部の屋根上には強制換気装置が1基設置されている。
- ダイニングの内装はWR 3815号車とほぼ同じもので、側壁面を濃赤茶色、妻壁面をニス塗木貼り、天井はベージュ、床は茶色の絨毯敷となっている。また、座席は木製ニス塗でワインレッド系ストライプ柄の布張のもの、テーブルも同じく木製ニス塗で白のテーブルクロスを掛け、テーブル横の壁面にテーブルランプと木製のボトル転倒防止用のリングを設置したもの、側面窓は窓枠が黒でワインレッド系の横引カーテン付、荷棚は側面壁と同系色となっている。
- WR 3816号車の後位側約1/3のキッチンは調理器具が全面的にステンレス製のものとなり、内装は側面壁が濃赤茶色、妻壁面や棚類は木目調のものとなっている。キッチンの調理用電力は通常は機関車からの暖房用引通線から供給されるが、客車のみで駅に留置されている際などの機関車からの給電が受けられない時にはWR 3817号車の屋根上に設置したシングルアーム式の集電装置から電源装置を経由して調理用電力を供給することができる。
- 製造当初の塗装はEW III系のベルニナ急行用塗装と同様の、赤をベースにで側面窓周りを濃焦茶色、窓下の帯を銀としたもので、側面窓下部の編成中央部側のWR 3816号車からWR 3817号車にかけて"RESTAURANT"のレタリングが大きく入り、編成端部側にそれぞれレーティッシュ鉄道のロゴが入るものであった。その後WR 3815号車と同一のACPE塗装と同様の青をベースとした塗装に変更されており、側面窓の上下に金色の細帯が、側面の下部中央に"RESTAURANT"のレタリングが、帯下編成端側にレーティッシュ鉄道の赤のロゴが入るものとなっている。
- 台車はWR 3815形のFFA製LDG 80の改良型のLDG 80-Vとなっており、軸箱支持方式は軸梁式、枕ばね、軸ばね共にコイルばねで枕ばねにはオイルダンパを併設している。また、WR 3816号車の後位側とWR 3817号車の前位側の台車にブレーキ用ピニオンが装備されており、軸距はブレーキ用ピニオン無しのものが1800mm、付きのものが1900mmであったが、現在ではブレーキ用ピニオンは撤去されている。
- WR 3815形とともに氷河急行の食堂車として使用されていたが、2006年以降主要な氷河急行にはGEX2006が使用されるようになったため、氷河急行の増結用、一部のレギオエクスプレスおよび臨時列車の食堂車として使用されている。

### WRp 3830-3835形

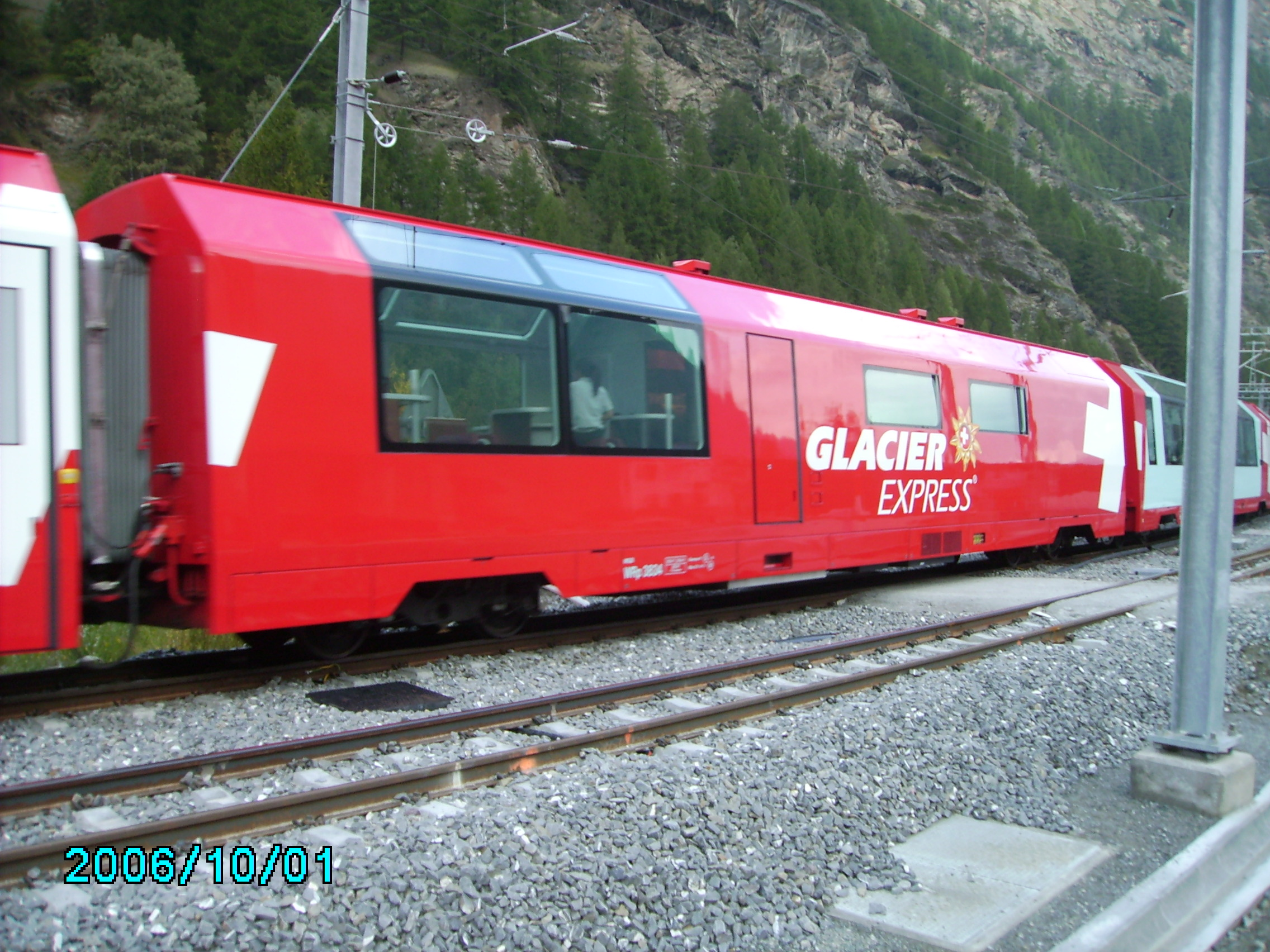
MGB所有編成のWRp 3834号車、氷河急行専用食堂車

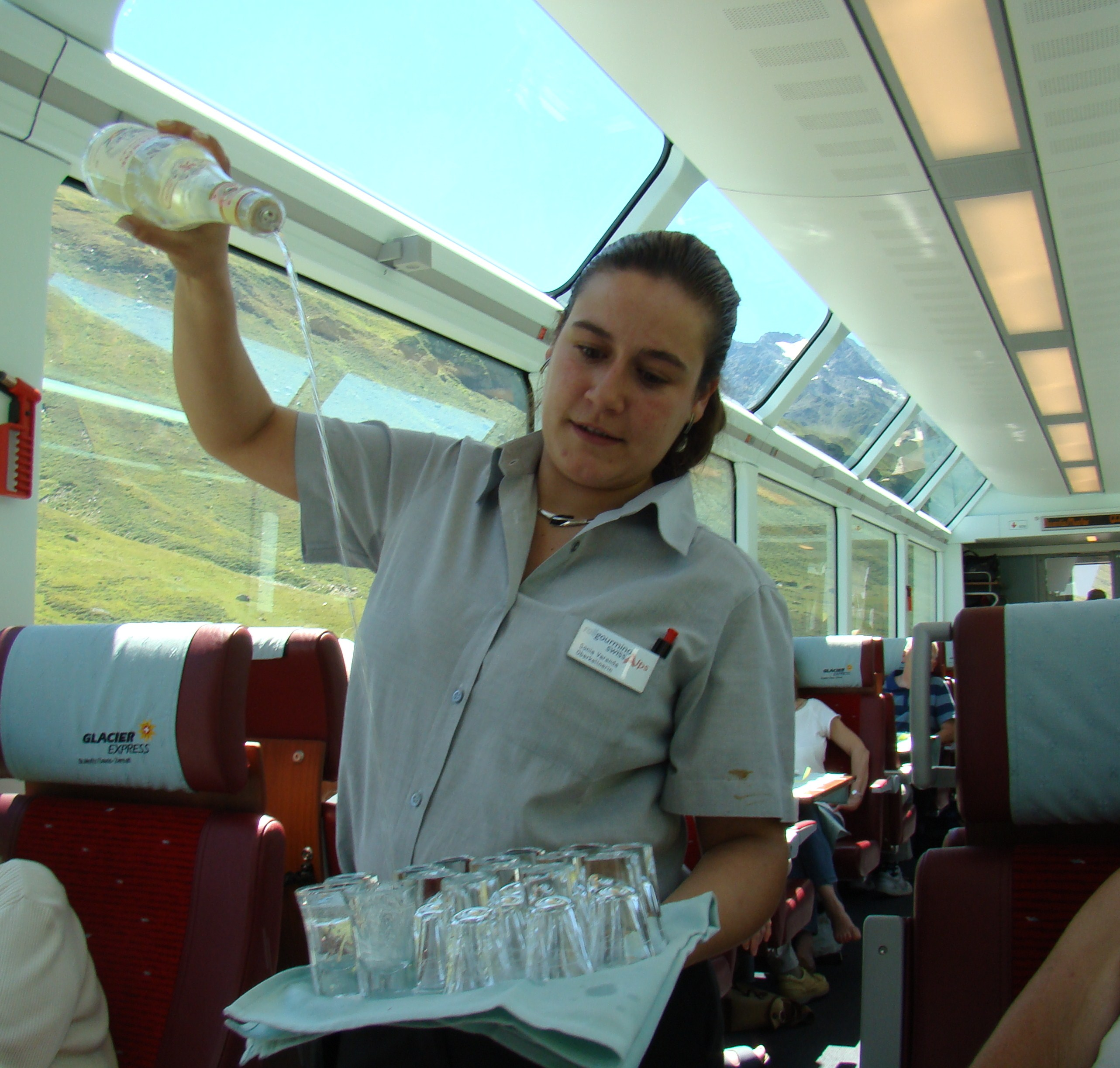
GEX2006系では食事はシートサービスとなる

- 氷河急行は利用者の増加が続いており、また、1986年からフルカ・オーバーアルプ鉄道が導入を始めたエアコン付のパノラマ車[19]の人気が高かったことから、レーティッシュ鉄道とマッターホルン・ゴッタルド鉄道[20]では6両編成のパノラマ車で編成された氷河急行専用編成を導入することとなり、シュタッドラー[21]が製造して2006年に両鉄道で2編成ずつを、2009年には増備車を導入しており、これらは通称GEX2006系と呼ばれている。
- 従来の氷河急行では最大3両の食堂車を連結しても十分な供食サービスが提供できない状況であったため、GEX2006系では6両編成中1両をWRp 3830-3835形食堂車としているが、従来の食堂車と異なり食事を食堂車のダイニングではなく各車のシートで提供することとして、食堂車は大型の調理スペースとパノラマバーと呼ばれる軽食提供スペースのみを装備する方式に改めている。また、従来は食堂車はすべてレーティッシュ鉄道の所属であったが、本形式はWRp 3830-3832号車がレーティッシュ鉄道所属編成に、WRp 3833-3835号車はマッターホルン・ゴッタルド鉄道所属編成にそれぞれ組み込まれている。
- 2006年に各鉄道2編成ずつ導入した編成にはWRp 3831-3834号車が組み込まれ、2009年に増備されたWRp 3830号車とWRp 3835号車は同時に製造されたGEX2006系客車6両と従来から両鉄道が保有していたイタリアのBreda[22]製パノラマ車のうち4両と編成を組んで6両編成2本を組成しており、6両編成計6本が氷河急行の基本編成用として用意され、さらに、両鉄道の所有するBreda製パノラマ車の残りの10両とレーティッシュ鉄道のWR 3810-3812形など従来型の食堂車2両で増結用の6両編成2本が組成されている。
- WRp 3830-3835形の車体は他のGEX2006系客車と形状を合わせた全高3695mmの大型断面で屋根肩部にも客室窓を設けたパノラマ車タイプであり、全長は18500mm、全幅2680mmのアルミ製のものとなっている。室内は前位側約1/3が他の客室と同じ大型窓を片側2箇所ずつ設置し、カウンターと簡単なテーブル席を設けたパノラマバー、後位側約2/3が調理スペースと通路となっており、片側2箇所ずつ小窓が設置され、キッチン側のものは下段固定、上部内開式、通路側のものは固定窓となっている。また、なお、調理スペースには食材等の搬入用扉が設けられているが、乗降用扉やトイレ等は設置されておらず、また、後位側車端部には片側のみ1ボックス4名分の予備座席設置されており、固定窓が設けられているほか、後位側車端部屋根上にエアコンが搭載されている。
- 塗装は赤をベースに窓周りを黒、車端部にスイス国旗をデザインした白十字を隣接の車両と連続するように配置したもので、GEX2006系の他の車両と異なり、車体中央部を赤として調理スペース部の側面に氷河急行のマークを入れたものとしている。
- 内装は側壁面および天井は白で窓下部は木張り、妻壁はライトグレー、床はダークグレーとなっており、パノラマバーには調理室と隣接したカウンターと枕木方向のテーブルが2名分2箇所と4名分1箇所とレール方向のものが2箇所設置されており、いずれも天板は木張りのもので、座席はなく、一部簡単な腰掛が設置されている。キッチンの内装も客室と同様のもので、調理器具が全面的にステンレス製のもので供食数の増加に伴い大型化されて調理師も増員され、調理器具類も充実したものとなっている。
- 車体床下には台車部を除きスカートを設置しており、台車はシュタッドラー製のもので軸箱支持方式は軸梁式、枕ばねは空気ばね、軸ばねはコイルばねでブレーキ用ピニオンが装備されている。

## 改造食堂車

### A(WR-S) 1223形
- 供食能力に余裕のあったWR 3816-3817形などの増結用としてEW I系客車の1等車であるA 1223-1243II形のA 1223号車を1991年のRefitと呼ばれる更新改造の際に簡易食堂車としたものである。
- A 1223-1243II形は1962年より製造されたFFA製の狭軌用標準型客車であるEW I系の初期の鋼製車体タイプであり、全長18420mmの本線系統用のものである。
- 改造はボックスシート部にテーブルを設置したほか、2箇所あったうち片側のトイレを撤去して準備スペースとしたほかは外観、内装ともに原形のままとなっている。
- 本形式は2008年7月15日に通常の1等車であるA 1223号車に戻されている。

### WR-S 3821形

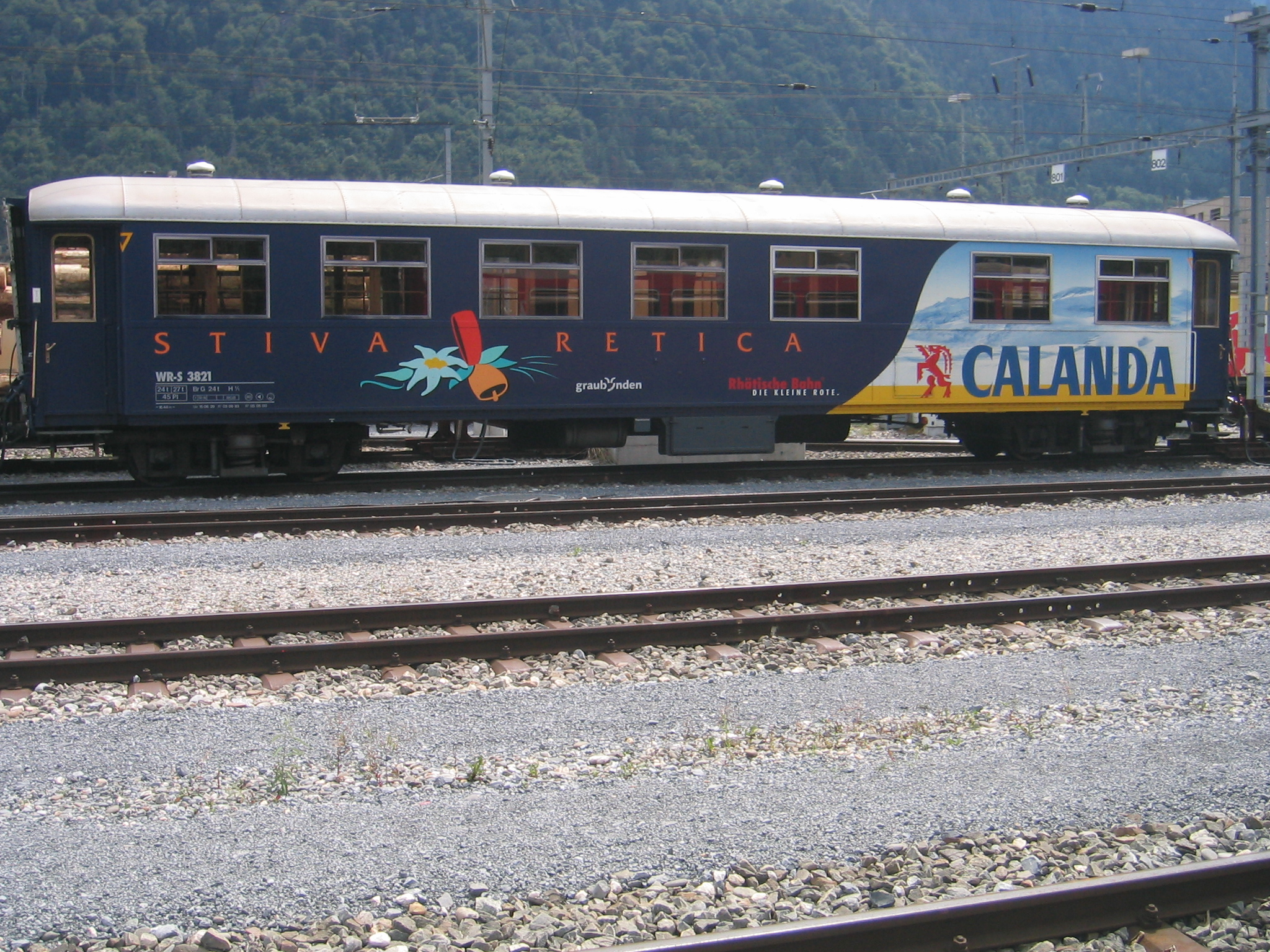
クールのビール会社CALANDAが運営するWR-S 3821号車

- クールに本社を置く1780年から続くビール醸造所であるCALANDAが提供、Gourminoが運営してビールおよび軽食を提供する「Stiva retica」と呼ばれるバー形式の食堂車として1993年に旧型鋼製客車から改造されたもので、提供メニューもビールやワインを主にチーズやソーセージなどの軽食で構成されたものとなっており、ベルニナ線を除く全線で使用されている。
- 改造元となった車両は1929年にレーティッシュ鉄道の最初期の鋼製客車であるSWS製のAB4ü 207II-211II形のAB4ü 208II号車として製造されたもので、1等コンパートメント室2室と2等開放客室を持つ1/2等客車で全長16440mm、台車中心間距離11200mmであった。
- 改造にあたっては。旧来の内装をすべて撤去して壁面、天井、内窓枠、椅子などの調度品を総白木造りのものとしており、車内中央にカードゲームなどができる8角形の大きなテーブル席を設け、その前位側に天板を大理石とした9名分のカウンターが、後位側には2+2の座席配置で4人掛×7テーブルが設置されている。
- 車体はほぼ原形のまま更新改造がされており、側面窓は上部約1/4が引違式、下部を固定式としたものとなっている。また、床下機器も更新されており、台車は固定軸距1700mmで軸ばねは重ね板ばねとコイルばねの組合せ、原形では重ね板ばねであった枕ばねをコイルばねに改造したものである。

### WR 3822形
- 1965年製のEW I系A 1243II号車を1993年にケータリング用もしくは増結用の食堂車に改造したもので、原形はA(WR-S) 1223形と同じくEW I系の初期の鋼製車体タイプのA 1223-1243II形である。
- 改造は、前位側のデッキと手荷物置場、トイレを撤去して冷蔵庫などを置く全長約2500mmの簡易キッチンを設けたもので、この部分の乗降扉および側面窓が埋められて、搬入用の小さな扉が旧乗降扉部に設置されているほか、屋根上に大形のベンチレーターが増設されている。また、車体塗装は車体側面中央下部に"RESTAURANT"のレタリングが追加されたものとなっている。

### WR 3813II形

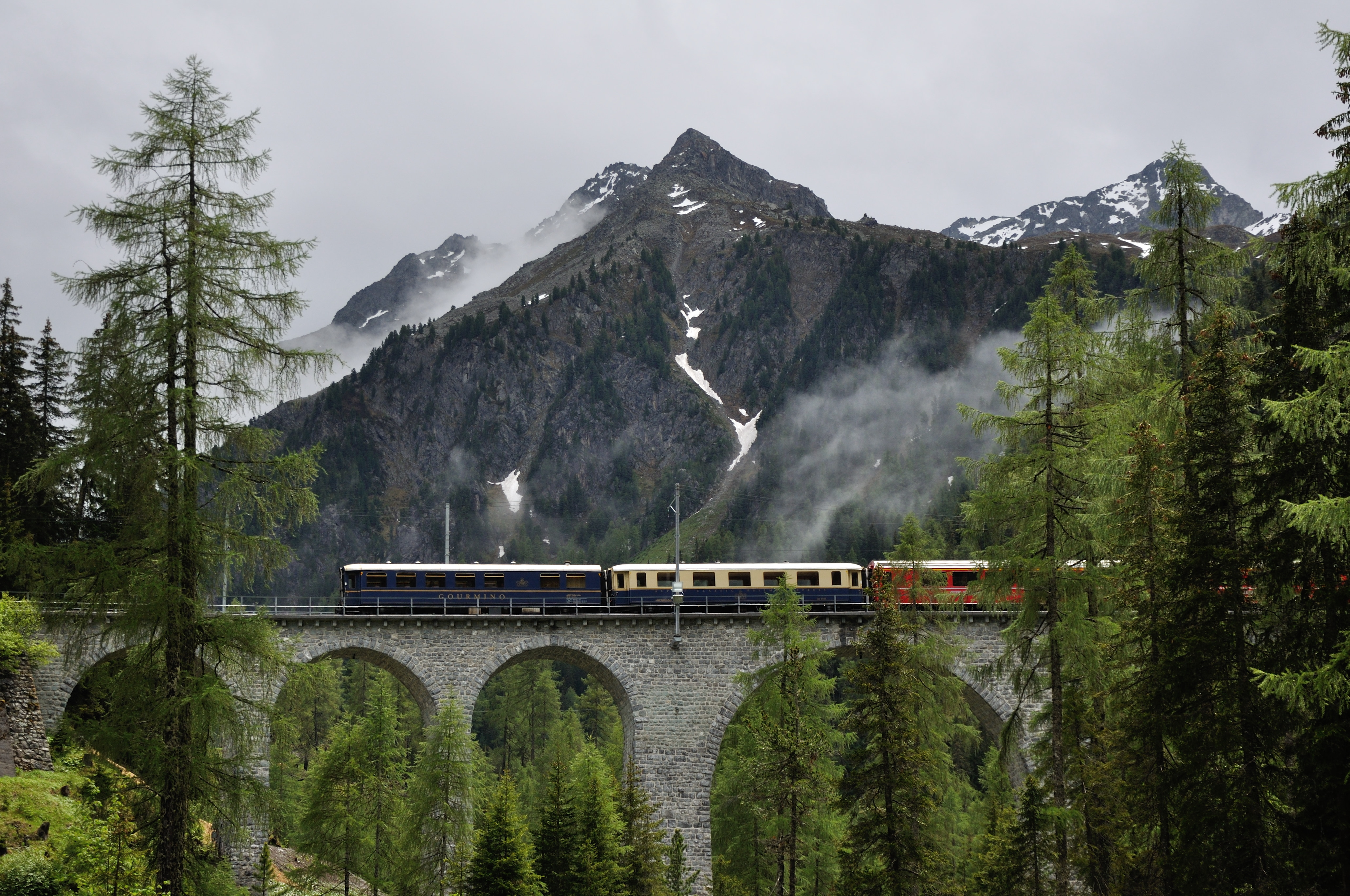
編成最後端に連結されたWR 3813^{II}号車

- レーティッシュ鉄道は1990年代後半の利用客増に伴う食堂車不足を補うためにフルカ山岳蒸気鉄道で使用されずに留置されていた旧WR 3813I-3814形を再度買い戻し、まずWR 3814号車をWR-S 3814形に改造して運用に戻したが、WR 3813I号車についてはピアノバー車として使用する計画があったことや同形式が車体長の短い座席数の少ないものであったことなどから別途食堂車を用意することとなり、2002年にWR-S 3821形と同様に旧型鋼製客車を改造してWR 3813II形としたものが本形式である。
- 改造元となった車両はWR-S 3821号車の原形車と同じSWS製のAB4ü 207II-211II形のAB4ü 209II号車が1956年の称号改正によってA4ü 1209号車となったものを1988年に近代化改造を行って多客期の増結用のA 1211III号車としたもので、外観上は上部約1/4を内開式、下部を固定窓とした四隅にRのある側面窓が特徴であった。
- 改造は後位側のデッキ、コンパートメント、トイレと洗面所を調理スペースに改造し、前位側の開放客室2室をダイニングに変更するもので、車体の後位側は乗降扉とトイレ、洗面所窓を埋め、キッチン部の窓は天地寸法を縮小しているほか、車端部は切妻式となり、屋根の端部も絞りのないものになっている。
- ダイニングは改造前と同じ1770mmもシートピッチのまま2+1列の3人掛けで前位側は4人掛×3テーブルと2人掛×3テーブル、後位側を2テーブルずつの配置として、WR 3810-3812形と同サイズの車体ながらシートピッチが拡大しているため、定員が34名から30名に減少している。内装はWR 3810-3812形と同様のものに変更されてダイニング間の仕切壁は窓付、ダイニングの車端側の仕切壁は開戸付で、内装は壁面と天井が木製ニス塗、床がグレーの絨毯敷となっている。また、座席は木製ニス塗でグレー系の布張のもの、テーブルも同じく木製ニス塗のものにテーブルクロスを掛け、テーブルランプを設置して使用するものであり、その他、天井に埋込まれた室内灯具、テーブル横の壁面のボトル転倒防止用のリング、側面窓間の上部の小形の荷棚やコート掛など小物品は黄銅色のものが設置されている。
- 側面窓は近代化された四隅R付きのものから旧型の下部R無しタイプに改造され、内開窓部の窓枠が金色のものとなっている。また、ダイニング部の側面はリベットがなくなっているが、改造の少ないダイニング部はリベットが残されたものとなっている。車体塗装はWR 3810-3812形とおなじ青色をベースとしたACPE塗装となっている。
- 床下機器は食堂車化によって新しいものとなっており、台車は原形のものから乗り心地向上を図るため、廃車となったサロン車であるAs 1154号車のものを流用している。この台車はSIG製のものを改造したもので、固定軸距1700mmで軸ばねは重ね板ばねとコイルばねの組合せ、原形では重ね板ばねであった枕ばねをコイルばねに改造したものである。

## 運行
- 氷河急行は運行初年である1930年には6月22日から10月4日までの夏ダイヤのみ下記の時間での運行されており、食堂車の連結はレーティッシュ鉄道線内のクール-ディセンティス/ミュンスター間のみであった。
  - サンモリッツ発8:15 - （クール発10:24 -）ディセンティス/ミュンスター着12:01 - ブリーク発17:00 - ツェルマット着18:55
  - ツェルマット発7:30 - ブリーク発9:00 - ディセンティス/ミュンスター発14:25（- クール着16:00） - サンモリッツ着18:20
- また、同じ1930年夏ダイヤではクール-サンモリッツ間のエンガディン急行1往復のうちのサンモリッツ発クール行の列車と、その他のクール-サンモリッツ間の急行列車の一部列車および一部区間に食堂車が連結されていた。
- 1928年に運行を開始されたベルニナ鉄道の食堂車はサンモリッツ-ティラーノ間の急行列車のうちの1往復に連結されており、1931年夏ダイヤでは以下の通りであった。
  - サンモリッツ発9:48 - ティラーノ着11:50
  - ティラーノ発14:00 - サンモリッツ着16:54
- 氷河急行が運休となる冬季も食堂車はレーティッシュ鉄道線内で運行されており、例えば1952-53年の冬ダイヤではクール-サンモリッツ間の急行列車に使用されていたほか、ラントクアルト-ダヴォス・プラッツ間の急行列車でも使用されており、いずれの区間でもスキーシーズンとなる厳冬期には食堂車連結の季節急行がさらに数往復設定されていた。
- 1973年夏ダイヤでは食堂車はクール-ツェルマット間1往復の氷河急行のうちのクールからフルカ・オーバーアルプ鉄道のアンデルマット間で運用されていたほか、クール-サンモリッツ間の急行列車のうち2往復に使用されていた。主な運行時刻は以下の通り。
  - クール発9:04 - ディセンティス/ミュンスター着10:28 - ブリーク着14:21 - ツェルマット（氷河急行）
  - ツェルマット - ブリーク発10:10 - ディセンティス/ミュンスター発13:40 - クール着14：50（氷河急行）
  - クール発12:07 - サンモリッツ着14:12
  - サンモリッツ発10:48 - クール着13:05
  - クール発18:07 - サンモリッツ着20:18
  - サンモリッツ発16:41 - クール着18:52